# سلا
سَلا (در زبان‌های اروپایی: Salé) یکی از شهرهای کشور مراکش است. 
سلا در دهانه رود ابی رقراق و در کرانه اقیانوس اطلس واقع شده. این شهر پیشتر شاله نام داشته.

## تاریخچه
سلا در سده یازدهم میلادی بنیاد شد و در حدود ۱۶۳۹ تبدیل به لنگرگاه دزدان دریایی مور گشت.
تاریخ سلا به دوران باستانی کارتاژ (سده هفتم پ.م.) می‌رسد.
رومی‌ها این مکان را سالا کولونیا می‌نامیدند و بخشی از استان موریتانیا تینگیتانه از امپراتوری روم بود.
قوم ژرمن‌تبار وندال منطقه را در سده پنجم میلادی ویران کرد و برخی از بربرها (آمازیغها)ی چشم‌آبی و مو زرد امروزی بازمانده آن دوره هستند. عرب‌ها در سده هفتم به منطقه رسیدند.